# Тимохово (Порховский район)
Тимохово — деревня на юге центральной части Порховского района Псковской области. Входит в состав сельского поселения «Туготинская волость».
Расположена в 28 км к юго-западу от города Порхов; в 15 км к югу от волостного центра Туготино и в 4 км к востоку от деревни Бродовичи.
Численность населения деревни по оценке на 2000 год составляла 12 жителей.
До 2005 года деревня входила в состав Луковищенской волости (с центром в д.Терептино), до 2010 года — в состав ныне также упразднённой Зареченской волости (с центром в д.Молочище).